# Исплата у крви
Исплата у крви (енгл. Payment In Blood) је криминалистички роман америчке књижевнице Елизабете Џорџ написан 1989.

## Радња
Каријера списатељице Џој Синклер нагло је окончана на усамљеном имању у шкотским планинама тако што јој је нападач забио готово пола метра дугачак бодеж у врат. У земљи у којој немају буквално никакав ауторитет, детектив аристократског порекла Томас Линли и његова партнерка Барбара Хејверс труде се да открију и мотив и убицу. Драматична ситуација постаје још тежа јер су ускоро осумњичени најпознатији британски глумци, најуспешнији позоришни продуцент, као и жена коју Линли воли. Како би решили случај, Линли и Хејверсова се сусреће са низом препрека и искушењима.